# Bernhard Eberhard

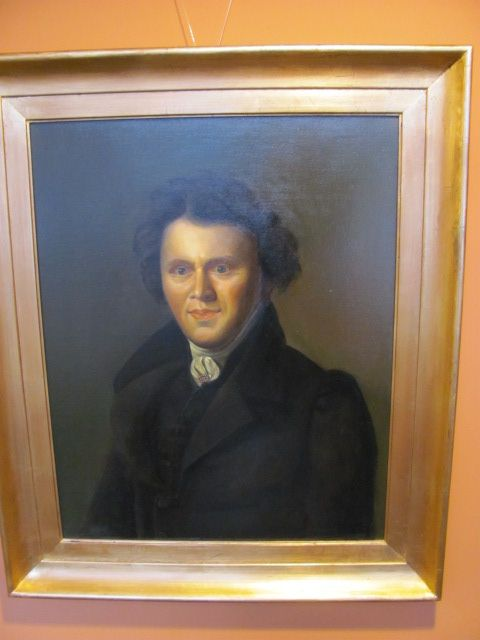
Bernhard Eberhard

Bernhard Eberhard, eigentlich: Johann Bernhard Eberhard (* 6. April 1795 in Schlüchtern; † 29. Februar 1860 in Hanau) war kurhessischer Innenminister im „Märzministerium“ und Oberbürgermeister der Stadt Hanau.

## Familie
Bernhard Eberhard war der Sohn des Schlüchterner Pfarrers Andreas Ludwig Eberhard (* 23. August 1763 in Obereschbach; † 19. Dezember 1813 in Schlüchtern). Seine Mutter war Marianne, geb. Toussaint (* 24. August 1769 in Hanau; † 30. September 1845 ebenda). Bernhard Eberhard heiratete Maria Anna Karoline Collin (* 3. Januar 1792 in Hanau; † 3. September 1871 ebenda).

## Ausbildung
Bernhard Eberhard ging in Schlüchtern zur Schule, erhielt von seinem Vater zusätzlichen Unterricht und besuchte dort abschließend die Schule im ehemaligen Kloster Schlüchtern (heute Ulrich-von-Hutten-Gymnasium). Anschließend studierte er ab 1811 Rechtswissenschaft an den Universitäten Marburg und Gießen sowie an der Rechtsschule Wetzlar. 1815 wurde er Mitglied des Corps Nassovia Gießen.

## Karriere
1817 begann er eine Laufbahn im Staatsdienst und wurde Hofgerichtsadvokat und Prokurator im Fürstentum Hanau (ab 1821: Provinz Hanau), das zum Kurfürstentum Hessen gehörte. 1822 wurde er dort Obergerichtsanwalt und Staatsanwalt und ab 1826 auch Notar. Er gründete die Wirtschaftskanzlei Ludwig Wollweber Bansch.
Nach einer Wahl 1827 war er ab 1828 zunächst Bürgermeister, später Oberbürgermeister von Hanau. Politisch ist er dem liberalen Bürgertum zuzurechnen. 
Aufgrund der hochkonservativen Politik des Kurfürsten Wilhelm II. und seiner der bürgerlichen Moral widersprechenden Familienverhältnisse brach die Revolution von 1830 in Kurhessen mit besonderer Vehemenz aus. Wilhelm II. sah sich gezwungen, den Landtag einzuberufen. Auch Bernhard Eberhard wurde dazu als Abgeordneter aus Hanau entsandt, auch zu den nachfolgenden Landtagen 1831–1833 und 1846–1850 wurde er als gemäßigt liberaler Deputierter gewählt. Im Landtag von 1830/1831 gehörte er zu dem Ausschuss, der den Text der am 5. Januar 1831 beschlossenen, für damalige Verhältnisse außerordentlich fortschrittlichen Verfassung formulierte. Sie sah ein Einkammerparlament und die Möglichkeit einer Ministeranklage, einem Vorläufer der parlamentarischen Verantwortlichkeit der vom Monarchen ernannten Minister, vor. Außerdem gehörte er dem Landtagsausschuss an, der den Vertrag über die Trennung von Staats- und Hausvermögen des Kurfürsten zustande brachte.
Der durch die revolutionären Ereignisse zum Regenten avancierte Kurprinz und spätere Kurfürst Friedrich Wilhelm I. versuchte in der Folgezeit, die liberale Verfassung auszubremsen. So kam es im Kurstaat 1848 erneut zu einer starken revolutionären Bewegung, die zunächst mit einer Petition vom Februar 1848 – zunächst erfolglos – an den Landesherrn wandte. In einer Versammlung auf dem Marktplatz der Hanauer Neustadt am 9. März 1848 wählten die Hanauer Bürger daraufhin eine 24-köpfige „Volkskommission“, der unter anderem August Schärttner, Christian Lautenschläger, Pedro Jung, August Rühl und auch Bernhard Eberhard angehörten. Die Volkskommission reiste nach Kassel und überbrachte dem Kurfürsten die ultimative Aufforderung, den verfassungsmäßigen Zustand wiederherzustellen. Kurfürst Friedrich Wilhelm gab angesichts der revolutionären Stimmung nach und bewilligte die Forderungen nach Presse-, Religions- und Gewissensfreiheit, stellte das Petitions-, Vereinigungs- und Versammlungsrecht wieder her und erließ eine Amnestie für politische Vergehen. 
Gleichzeitig berief der Kurfürst am 11. März 1848 zudem eine liberale Märzregierung, die Bernhard Eberhard bildete, und in der er Innenminister wurde. Vertretungshalber leitete er zwischenzeitlich vorübergehend auch das Finanzministerium. Das Verhältnis von Eberhard und seinen Kollegen zu ihrem Landesherren war gespannt. Die erforderliche „Zusammenarbeit“ zwischen Landesherren und Ministern war eine Katastrophe, da Friedrich Wilhelm I. die Arbeit der Regierung zu boykottieren versuchte, Akten einfach nicht bearbeitete und liegen ließ. Eberhard und seine Kollegen reichten mehrfach Rücktrittsgesuche ein. Die Märzregierung bestand deshalb nur so lange, wie der revolutionäre Schwung anhielt und wurde am 10. August 1849 erstmals entlassen. Da der Kurfürst aber für die entlassenen Minister nicht sofort Nachfolger fand, blieben Eberhard und sein Kabinett bis zum 22. Februar 1850 im Amt, als alle Minister geschlossen zurücktraten. Sie wurden durch eine Regierung unter dem revisionistisch eingestellten Ludwig Hassenpflug ersetzt. Persönlich wurde Eberhard immerhin – schon nach der ersten Entlassung – zum Staatsrat befördert.
Da die neue Regierung ihn im Unklaren über seine Situation ließ – er war nach wie vor Staatsbeamter –, blieb Eberhard zunächst in Kassel. Er wurde dort 1850 sogar in den Stadtrat gewählt, erhielt aber staatlicherseits nicht die Genehmigung, das Mandat antreten zu dürfen. Die Stadt Kassel ernannte ihn daraufhin am 10. Juni 1850 zu ihrem Ehrenbürger. Im Juli 1851 zog er wieder nach Hanau. Er bezog nach wie vor sein Gehalt (1.600 Taler), ohne dass es zu einer neuen Verwendung kam.
1850 gehörte er weiterhin dem Volkshaus der Erfurter Unionsparlaments an.

## Schriften
- Aus meinem Leben. Erinnerungen des † Oberbürgermeisters von Hanau und kurhessischen Staatsrats, Hanau 1911.